# Laren (Gelderland)
Laren ist ein Dorf in der niederländischen Provinz Gelderland. Es befindet sich in der Gemeinde Lochem.
Laren war bis 1971 eine eigenständige Gemeinde und wurde dann mit Lochem zusammengelegt.

## Söhne und Töchter
- Gijs Verdick (1994–2016), niederländischer Radrennfahrer
- Albert Mol, niederländischer Schauspieler, Tänzer, Comedian und Schriftsteller